# Citronska kislina
Citronska kislina C6H8O7 je šibka organska kislina, ki je po sestavi podobna vitaminu C. Vsebuje jo večina sadja, največ je vsebujejo citrusi, kot so limone in pomaranče. Pod imenom citronka jo v živilskih trgovinah prodajajo za izdelavo sadnih kup in napitkov, uporablja pa se tudi kot naravni konzervans. V klasifikaciji dodatkov hrani jo označujemo z E330. V biokemiji je pomembna kot vmesni člen v Krebsovem ciklu (imenovanem tudi cikel citronske kisline) in nastopa v presnovi skoraj vseh organizmov. Skupaj z natrijevim hidrogenkarbonatom se uporablja za izdelavo šumečih praškov, tablet in zrnc. Je sestavina raztopin z antikoagulantnim delovanjem in pripravkov, ki se uporabljajo za raztapljanje ledvičnih kamnov. Deluje tudi rahlo odvajalno (laksativ).

## Lastnosti
Pri sobni temperaturi je citronska kislina bel kristalen prah. Ta  lahko bodisi obstaja v brezvodni (brez vode), obliki ali kot monohidrat. V brezvodni obliki kristalizira iz vroče vode, medtem ko je monohidrat, kadar citronska kislina kristalizira iz hladne vode. Monohidrat lahko pretvorimo v brezvodno obliko s segrevanjem nad 78 °C. Citronska kislina se lahko tudi raztopi v absoluten (brezvodni) etanol (76 delov citronske kisline na 100 delov etanola) pri 15 °C.
Kemijsko struktura citronske kisline ima lastnosti karboksilnih kislin. Pri segrevanju nad 175 °C, se razgradi s pomočjo ogljikovega dioksida in vode (glej decarboxylation).
Citronska kislina je nekoliko močnejša kislina kot tipična karboksilna kislina, ker se lahko anion stabiliziran z intramolekularno vodikovo vez.

## Odkritje in proizvodnja
Odkritje citronske kisline je bilo v 8. stoletju, odkril jo je perzijski alkimist Jabir Ibn Hayyan (Geber). Srednjeveški učenjaki v Evropi so bili seznanjeni s kislostjo soka limone in limete;. Znanje je zabeleženo v enciklopediji iz 13. stoletja spekuluma Maius (Great Mirror), zbral jo je Vincent od Beauvais. Industrijski obseg citronske kisline oz. proizvodnja se je začela leta 1890 ta temelji na italijansko industrijo agrumov.
Leta 1893 je C. Wehmer odkrili plesen Penicillium, ki je omogočila proizvodnjo citronske kisline iz sladkorja. Vendar, proizvodnja citronske kisline ni postala industrijsko pomembna, do prve svetovne vojne ko je bil moten italijanski izvoz citrusov. Leta 1917 je ameriški živilski tehnolog James Currie odkril  plesen Aspergillus niger, s katero bi lahko učinkovito proizvajali citronsko kislino in Pfizer je začel industrijsko proizvodnjo v tej tehniki dve leti kasneje, nato pa še Citrique Belge leta 1929.
Vir sladkorja je koruzna omakalna vodica, melasa, hidrolizirani koruzni škrob ali druge sladke poceni rešitve. Ko je kalup filtriran se iz dobljene raztopine izolira citronska kislina, ki jo obarjajo z apnom (kalcijevim hidroksidom), da prinese kalcijev citrat-sol, iz katere  citronska kislina regenerira z obdelavo žveplovove kisline.
Leta 2007 je po vsem svetu letna proizvodnja znašala približno 1.600.000 ton. Več kot 50% citronske kisline proizvedejo na Kitajskem, 50% jo je bilo uporabljeno kot nadomestke v pijačah, približno 20% v drugih aplikacijah hrane, 20% za detergente in 10% za stvari, ki niso živila, kot so: kozmetični, farmacevtski in kemični produki.

## Pojav
Citronska kislina obstaja v več različnih vrstah sadja in zelenjave, predvsem v citrusih. Limone in limete še posebej saj vsebujejo visoko koncentracijo kisline, kar 8% suhe teže teh sadežev (približno 47 g / L v sokovih) predstavlja citronska kislina. Koncentracija citronske kisline v citrusih sadja: 0,005 mol / L za pomaranče in grenivke, 0,30 mol / L v limonah in limetah. Te vrednote se razlikujejo glede na kultivar in okoliščine, v katerih je bila pridelana sadje.

## Cikel citronske kisline
- Povzeto po: Krebsov cikel
- Glavni članek: Citric acid cycle

Cikel citronske kisline (poznan tudi pod imenom cikel trikarboksilnih kislin ali Krebsov cikel - imenovan po Hansu Aldolfu Krebsu, ki je prvi prepoznal cikel) je zaporedje več kemijskih reakcij, ki potekajo v živih celicah, pri tem pa uporabljajo kisik kot del celičnega metabolizma. V aerobnih organizmih je cikel citronske kisline del metabolne poti, ki je vključena v kemijske spremembe ogljikovih hidratov, maščob in beljakovin v ogljikov dioksid in vodo, nastane pa tudi energija.
Krebsov cikel je drugi od treh metabolnih poti, ki so vključene v katabolizem energijske molekule in nastanek ATP. Druga dva procesa sta glikoliza in oksidativna fosforilacija. Reakcije Krebsovega cikla potekajo pri evkariontih v mitohondrijskem matriksu, pri prokariontih pa v citoplazmi.
Cikel citronske kisline omogoča tudi nastanek prekurzorjev za številne spojine, kot so aminokisline, in nekatere od teh reakcij so zelo pomembne v celicah, kjer se dogaja fermentacija.

## Uporaba

### Biološka
- Citronska kislina je pomemben del kosti, pomaga urediti velikost kalcijevih kristalov.
- Citronska kislina je zaviralec phosphofructokinase, ki pomaga uravnavati hitrost glikolize (in nato cikel citronske kisline) v celici.
- Citronska kislina se uporablja tudi za odstranjevanje maščobnih kislin v krvnih žilah in pri težavah z nizkim krvnim tlakom.

### Čiščenje
- Sposobnost citronske kisline je da kelat kovin, ki je koristen v milih in detergentih za pranje perila.
- Citronska kislina je pomembna sestavina v nekaterih kopalnicah in kuhinjah za čiščenje. Z 6% koncentracijo citronske kisline bomo odstranili madeže iz stekla brez nadležnega drgnjenja. V industriji se uporablja za raztapljanje rje iz jekla.
- Citronska kislina se lahko uporablja v šamponih za pranje, saj odstranjuje vosek in barvo z las.

### Kozmetika in farmacevtski izdelki
- Citronska kislina se pogosto uporablja za povečanje topnosti rjavega heroina. Citronske kislinske vrečke so bile uporabljene kot spodbuda, da bi uporabniki heroina  svoje umazane igle zamenjali za čiste igle v poskusu pri zmanjševanju in širjenjenju AIDS in hepatitisa. Drugi nadomestki, ki se še uporabljajo za rjavi heroin so: askorbinska kislina, ocetna kislina in mlečna kislina, če teh ni, bo uživalcev drog posegel po nadomestku kot sta: limonin sok ali kis.
- Citronska kislina se uporablja kot ena od aktivnih sestavin za proizvodnjo protivirusnih tkiv.

### Barvanje
- Citronska kislina se lahko uporablja za obarvanje hrane, saj uredi ravnovesje pH ravni med običajno osnovno barvo.
- Citronska kislina se uporablja kot alternativa, saj je brez vonja.

### Živila, pijače, in osebna nega
- Kot aditiv, se citronska kislina uporablja kot aroma in konzervans v hrani in pijači, predvsem v brezalkoholnih pijačah. V Evropski uniji je označena s številko E E330. Pufer je lastnosti citrata, da se uporabljaj za kontrolo pH v čistilh za gospodinjstva in v farmacevtskih izdelkih.
- Citronsko kislino se lahko doda na primer sladoled kot emulgator, da se maščobe ločijo da karamele, da se prepreči kristalizacija saharoze ali na namesto svežega limoninega soka. Citronska kislina se uporablja z natrijevem bikarbonatom za široko paleto šumečih formul, tako za uživanje (npr., praškov in tablet) kot za osebno nego (npr., solne kopeli, kopalne kroglice in za odstranjevanje maščob).
- Citronska kislina se prodajajo v suhi obliki prahu tako jo običajno prodajajo na trgu, kot "kisla sol", saj je zelo podobna jedilni soli. Ta se uporablja v kulinarične namene, kjer je kislina potrebna zaradi kemičnih lastnosti ali pa zaradi njenega kislega okusa.
- Citronska kislina se lahko uporablja kot glavno sredstvo zorenja (uporablja se v prvih korakih izdelave sira mozzarella).

### Industrijska in gradbena
- Citronska kislina se uporablja kot uspešna alternativa za dušikovo kislino.
- Citronsko kislino so uspešeno uporabljajali za popolno ločevanje z ionsko izmenjavo z lantanoidi v času projekta Manhattan leta 1940. Leta 1950 pa ga je zamenjala veliko bolj učinkovita EDTA.

### Fotografija
- Citronska kislina se lahko uporablja kot del procesa za razvijanje fotografskih filmov. Fotografski razvijalci so alkalni, tako blaga kislina se uporablja za nevtralizacijo, vendar razvijalci filmov pogosto uporabljo ocetno kislino, ki pa pusti močan vonj kisa v temnici.